# 申屠蟠
申屠蟠（？—？），字子龍，陈留郡外黄县（今河南民權西北）人，九歲喪父，哀慟過度。喪服既除，不吃酒肉十餘年。

## 生平

### 緱玉報仇
同郡女子緱玉為父報仇，外黃縣縣令梁配打算依法處死緱玉。申屠蟠當年只有十五歲，還是名學生，向外黃令梁配進諫道：「緱玉的節義，足夠感動不孝之人，激勵還在忍辱的人。即使不是聖明的時代，也應當在她的墳墓上立上牌坊來表彰其行為，何況你們清聽後，不加同情麼。」梁配認同這番話，緱玉得以減免死罪。鄉人稱讚申屠蟠的義行。

### 蔡邕之評
申屠蟠家中貧困，受僱為漆工。郭泰看見後很驚奇。同郡蔡邕非常看重申屠蟠，蔡邕被州里徵召時，辭讓說：「申屠蟠禀氣玄妙，性敏心通，喪親盡禮，幾乎毀了自身。品行義行良好，別人很難做到的。安貧樂道，修身養性，不為燥濕輕重，不因窮困改變氣節。和我相比，年長於我，德行也比我賢明。」後來郡里召申屠蟠做主簿，申屠蟠並無接受。

### 高風亮節
申屠蟠隱居精研學問，精通《五經》，懂河圖、緯書。開始與濟陰王子居都在太學學習，王子居去世前，把自身託付給申屠蟠，申屠蟠親自推車，送喪回鄉里。在河鞏之間碰見司隸從事，從事認為申屠蟠講義氣，想替他傳符牒，讓人護送，申屠蟠不肯接受，於是把符牒丟在地上後離開。事情辦妥後回到太學。
太尉黃瓊徵召申屠蟠做官，申屠蟠仍然不願為官。黃瓊死後歸葬於江夏，四方名豪會集在帳下的有六七千人，互相談論，沒有人找申屠蟠交談。只有南郡一書生與他相談，分別時，抓住申屠蟠的手說：「你將來不是被聘請就是被徵召，如是如此，到時候我們上京相見。」申屠蟠臉色大變說：「剛開始我認為能和你交談，哪知道你是一個拘泥於禮教的勢利之人啊！」於是擺手而去，不願再和他交談。後來申屠蟠受察舉中的有道科，但申屠蟠沒有前往。
京師遊士汝南范滂等議論朝政，公卿以下的官吏都拜服他。太學士爭相仰慕他們的風度，認為文學將興，文士能受到重用。申屠蟠獨自感嘆說：「戰國時，未當官的士人們討論國家大事，各國君王，爭著尊敬他們，結果有了焚書坑儒的災禍，和現在的情形很像阿。」於是申屠蟠不再到梁碭之間，申屠蟠以樹木做屋，把自己當奴僕，凡事都自己動手。過了兩年，范滂等人因黨錮之禍，有些人死亡、有些被判刑，此案涉及了數百人，申屠蟠免於這場災難。
申屠蟠的朋友陳郡馮雍因事坐牢，豫州牧黃琬想殺他。有人勸申屠蟠去救馮雍，申屠蟠不肯去，他說：「黃子琰（黃琬表字）跟我有交情嗎，他未必會判馮雍的罪。如果不聽我的建言，去了有甚麼用！」黃琬知道這件事後，赦免了馮雍的罪。

### 終全高志
大將軍何進連續徵召申屠蟠，但申屠蟠一直不願上任，何進想把他找來，於是讓申屠蟠的同郡黃忠寫信勸他，但申屠蟠沒給答覆。
中平五年（公元188年），申屠蟠與荀爽、鄭玄、陳紀、韓融等十四人並召為博士，申屠蟠沒有接受。隔年董卓廢帝，徵召荀爽、陳紀、韓融、申屠蟠入朝任職。只有申屠蟠沒有入朝，別人都勸他前往，申屠蟠笑而不答。董卓無法勉強申屠蟠作官，申屠蟠於七十四歲在家中壽終正寢。

## 評價
- 蔡邕：申屠蟠禀氣玄妙，性敏心通，喪親盡禮，幾於毀滅。至行美義，人所鮮能。安貧樂潛，味道守真，不為燥濕輕重，不為窮達易節。方之於邕，以齒則長，以德則賢。
- 范曄：荀爽、鄭玄、申屠蟠俱以儒行為處士，累征並謝病不詣。及董卓當朝，復備禮召之。蟠、玄竟不屈以全其高。（荀爽、鄭玄、申屠蟠都因儒行為處士。朝廷累次徵召，都稱病不去。到董卓當權，用禮徵召他們。申屠蟠、鄭玄仍以不屈保全他們的高風亮節。）[8]
- 司馬光：夫唯郭泰既明且哲，以保其身，申屠蟠見幾而作，不俟終日，卓乎其不可及已！（只有郭泰明哲保身，申屠蟠見機行事，不等到天黑就回頭，見識如此超群，不是平常人所能比得上的！）[9]
- 曾鞏：京室天下歸，飛甍無餘地。國士憂社稷，塗人養聲利。貴賤競一時，峨冠各麟次。子龍獨幽遠，聘召漠無意。[10]
- 葉適：蟠得退之時，方漢人以名相高，故避名為難。名不可避，而退之所得，多於進矣。[11]
- 錢時：申屠蟠一窮處士耳，前不陷於黨錮，後不罹於賊網，超然遠韻，不可眾玷，萬世之下，與有光榮。君子審諸。[12]
- 崔銑：預知莽之奸而避之，孔休一人而已。不畏卓之威而拒之，申屠蟠一人而已。士之有識者，可貴矣夫。[13]
- 鄭善夫：鳳凰樓下黨錮成，濁流豈但十一士。君不見申屠蟠滅跡煙霞裡，又不見郭林宗渉世終泥滓。[14]
- 田雯：盛名世所嫉，曹節起釁端。獨有墊巾人，不受異患幹。張儉為亡命，投止生波瀾。何如自剪髮，身居林慮山。緬懷昔戰國，擁篲以盤桓。卒成坑儒禍，為之髮長嘆。梁碭同傭隸，屏跡申屠蟠。[15]
- 乾隆：多士清流太皎皎，由來尾大難為掉。漢綱陵夷何足雲，言高致錮不為少。飄然惟有申屠生，孤鶴盤空絕群鳥。林下鴻名播士林，逸氣凌凌光日表。[16]

## 外部連結
- 中國哲學書電子化計劃《兩漢筆記卷十二》 （页面存档备份，存于）

## 延伸阅读
[在维基数据编辑]
 《後漢書·卷53》，出自范晔《後漢書》
 《東觀漢記》